# Pârșcoveni
Pârșcoveni là một xã thuộc hạt Olt, România. Dân số thời điểm năm 2002 là 4913 người.